# Prasinocyma decisissima
Prasinocyma decisissima är en fjärilsart som beskrevs av Walker 1861. Prasinocyma decisissima ingår i släktet Prasinocyma och familjen mätare. Inga underarter finns listade i Catalogue of Life.